# Maus (strip)

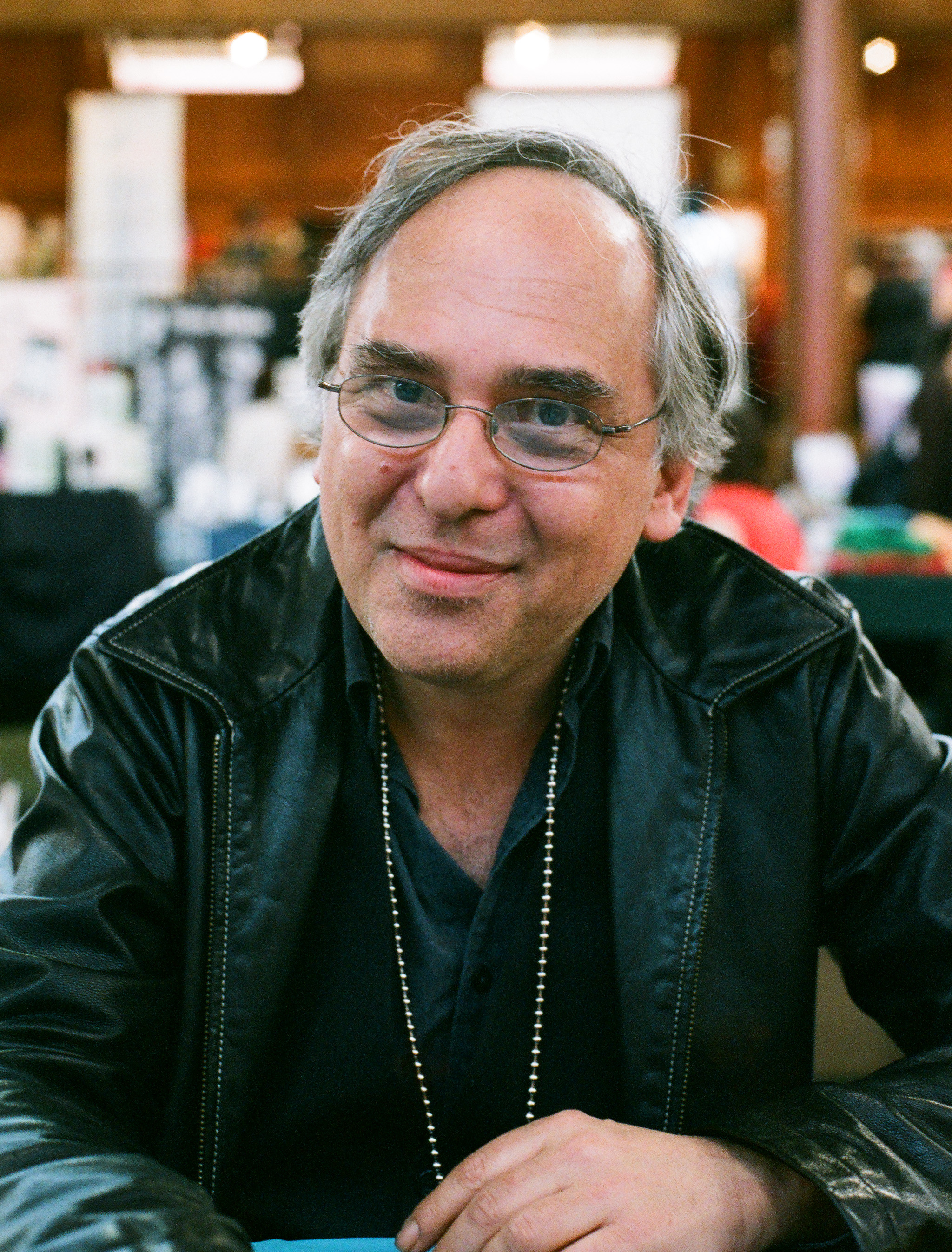
Art Spiegelman

Maus is een graphic novel van de Amerikaanse auteur Art Spiegelman. Maus gaat over de strijd van Spiegelmans vader, Vladek, om als Poolse Jood te overleven tijdens de Holocaust.

## Inhoud
In het boek gaat Art meermaals langs bij zijn vader, om diens verhaal op te nemen en er een stripverhaal van te maken. De lezer leest op die manier stapsgewijs en min of meer chronologisch de ervaringen van Vladek voor, tijdens en na de Holocaust. Een thema in het boek is de moeilijke relatie tussen Art en zijn vader en de gevolgen van de oorlog op de verschillende familiegeneraties. 
In Maus worden de Joden voorgesteld als muizen, de Duitsers als katten, de Amerikanen als honden, de Polen als varkens, de Fransen als kikkers, Zweden als herten, Britten als vissen en Roma als motten. Een kind van een Jood en een Duitser wordt getoond als een muis met kattenstrepen.

## Achtergrond en publicatie
In 1972 werd een eerste versie van Maus gepubliceerd als een strip van drie pagina's. In 1977 besloot Spiegelman het werk uit te breiden. Vervolgens begon hij in 1978 een serie interviews af te nemen van zijn vader en in 1979 bezocht Spiegelman Auschwitz. Het eerste deel van de strip verscheen in december 1980 in RAW. Vervolgens verschenen in dit tijdschrift regelmatig nieuwe hoofdstukken.
De twee delen van het verhaal werden respectievelijk in 1986 en 1991 in boekvorm gepubliceerd:
1. Maus - A survivor's tale I: My Father Bleeds History (in het Nederlands: Mijn vader bloedt geschiedenis) (1986)
2. Maus - A survivor's tale II: And Here My Troubles Began (in het Nederlands: En hier begon mijn ellende pas) (1991)

De Nederlandstalige uitgaves verschenen respectievelijk in 1987 en 1994 bij uitgeverij Oog & Blik. Deze werden geletterd door Peter Pontiac. Beide delen werden gebundeld in The Complete Maus (1997). Er verscheen in 2020 een integrale uitgave van beide delen in een cassette.
In 2011 verscheen Metamaus, een boek over de totstandkoming van de strip en de impact ervan.

## Prijzen en nasleep
In 1988 won Spiegelman voor My Father Bleeds History de prijs Alph-Art voor het beste buitenlandse album op het stripfestival van Angoulême. In 1993 won hij diezelfde prijs voor And Here My Troubles Began. In 1992 ontving Spiegelman voor Maus een speciale Pulitzerprijs. In 2012 won Spiegelman in Duitsland de tweejaarlijkse Siegfried Unseld Preis, een internationale prijs voor wetenschappelijke en literaire prestaties.
Maus heeft grote invloed gehad op de ontwikkeling van het fenomeen 'graphic novel', als inspiratie voor veel latere auteurs.
Er zijn verschillende tentoonstellingen geweest over de strip en de totstandkoming ervan, waaronder een tentoonstelling in het Museum of Modern Art in New York (1991-1992), in het Joods Historisch Museum in Amsterdam (2008) en in Museum Ludwig in Keulen (2012-2013).

## Secundaire literatuur
- Joseph Witek (red.), Art Spiegelman Conversations (2007)
- Art Spiegelman, Metamaus (2011)
- Hilary Chute (red.), Maus Now. Selected writing (2022)